# Ruellia woolstonii
Ruellia woolstonii är en akantusväxtart som beskrevs av C. Ezcurra. Ruellia woolstonii ingår i släktet Ruellia och familjen akantusväxter. Inga underarter finns listade i Catalogue of Life.